# Alfredo Beni
Alfredo Beni (Fiuminata, 15 settembre 1931 – Porto San Giorgio, 18 maggio 1977) è stato un militare italiano, appuntato dell'Arma dei Carabinieri, insignito della medaglia d'oro al valor militare alla memoria.

## Biografia
Nato a Fiuminata (MC) il 15 settembre 1931, dopo aver lavorato come agricoltore, si arruolò nell'Arma dei Carabinieri il 20 ottobre 1948. Frequentato il corso presso la Legione Allievi di Roma, conseguì la nomina a Carabiniere il 15 giugno 1949.
La sua prima destinazione fu la Legione di Roma, ove prestò servizio presso la Stazione Carabinieri Viminale. 
Dopo tre anni fu trasferito alla Legione di Livorno, operando nelle Stazioni Carabinieri di Punta Ala (GR) e Montelungo di Pontremoli (MS). In questo periodo, nel 1958, ottenne la qualifica di "scelto".
Nel 1959 fu trasferito alla Legione di Parma, prestando servizio presso le Stazioni di Ramiseto (RE), Berceto (PR) e Lama Mocogno (MO).
Il 20 ottobre 1962 si sposò con Elena Cechini, con la quale ebbe tre figli: Filippo (1964), Francesca (1966) ed Emanuele (1972).
Successivamente, dopo aver prestato servizio per due anni nel Battaglione "Emilia Romagna", fu trasferito alla Legione di Ancona dove operò dapprima presso la Stazione di Sassoferrato (AN) e, dal 2 novembre 1974, presso il Nucleo Radiomobile della Compagnia di Fermo.
La notte del 18 maggio 1977, dapprima a Porto San Giorgio (FM) e, in seguito, a Civitanova Marche (MC), sei criminali, alcuni dei quali pluriomicidi ed evasi, appartenenti al cosiddetto “clan dei catanesi”, intercettati da militari delle Compagnie Carabinieri di Fermo e di Civitanova Marche, non esitavano a fare uso delle armi, per cercare di sottrarsi al controllo. Nel corso dei successivi e violentissimi conflitti a fuoco che ne derivarono, due carabinieri, l'Appuntato Alfredo Beni e il Maresciallo Sergio Piermanni, dopo aver reagito con il fuoco delle proprie armi, persero la vita, mentre altri due graduati furono gravemente feriti. Dei sei malviventi, quattro restarono uccisi e due vennero arrestati.
Ai militari dell’Arma furono conferite, nel complesso, tre Medaglie d’Oro al Valor Militare, due delle quali “alla memoria” di Beni e Piermanni, quest’ultimo in servizio alla Compagnia di Civitanova Marche (MC), e una al Capitano Aiosa, nonché due Medaglie d’Argento al Valore Militare, oltre a numerosi altri riconoscimenti.
Ad Alfredo Beni è stato intitolato il 198º Corso Allievi Carabinieri Ausiliari.
Alla sua memoria è intitolata dal 30 Novembre 2009, la Caserma del Comando Stazione Carabinieri di Cingoli (MC), la Compagnia Carabinieri di Fabriano
(AN) ed alcune vie nei Comuni di Fiuminata (MC), San Severino (MC), Porto San Giorgio e Fermo (FM).
Il Comune di Arcevia (AN), su proposta dell'Associazione Nazionale Carabinieri Sezione Arcevia (AN), ha ricordato la figura dell'App. Alfredo Beni, con la delibera di Giunta n. 9 del 23 gennaio 2024 intitolando un Piazzale alla memoria del militare dell'Arma M.O.V.M.M.